# Janne Räsänen
Janne Räsänen (Nurmijärvi, 12 mei 1978) is een voormalig profvoetballer uit Finland, die speelde als verdediger gedurende zijn carrière. Hij beëindigde zijn loopbaan in 2007 bij de Noorse club Hønefoss BK.

## Interlandcarrière
Räsänen kwam één keer uit voor de nationale ploeg van Finland. Hij maakte zijn debuut onder leiding van bondscoach Antti Muurinen op 3 december 2004 in de vriendschappelijke wedstrijd tegen Oman (0-0) in Riffa (Bahrein), net als Tuomo Könönen (MyPa), Henri Scheweleff (Tampere United), Jussi Kujala (Tampere United) en Henri Sillanpää (AC Allianssi).

## Erelijst
FC Jokerit
- Beker van Finland

1999
 Tampere United
- Fins landskampioen

2001,